# Нижний Аньгобой
Нижний Аньгобой — деревня в Череповецком районе Вологодской области.
Входит в состав Ягановского сельского поселения, с точки зрения административно-территориального деления — в Ягановский сельсовет.
Расстояние по автодороге до районного центра Череповца — 43 км, до центра муниципального образования Яганово — 13 км. Ближайшие населённые пункты — Соколово, Пасточ, Верхний Аньгобой.
По переписи 2002 года население — 11 человек.